# Герасимчук Дмитро Костянтинович

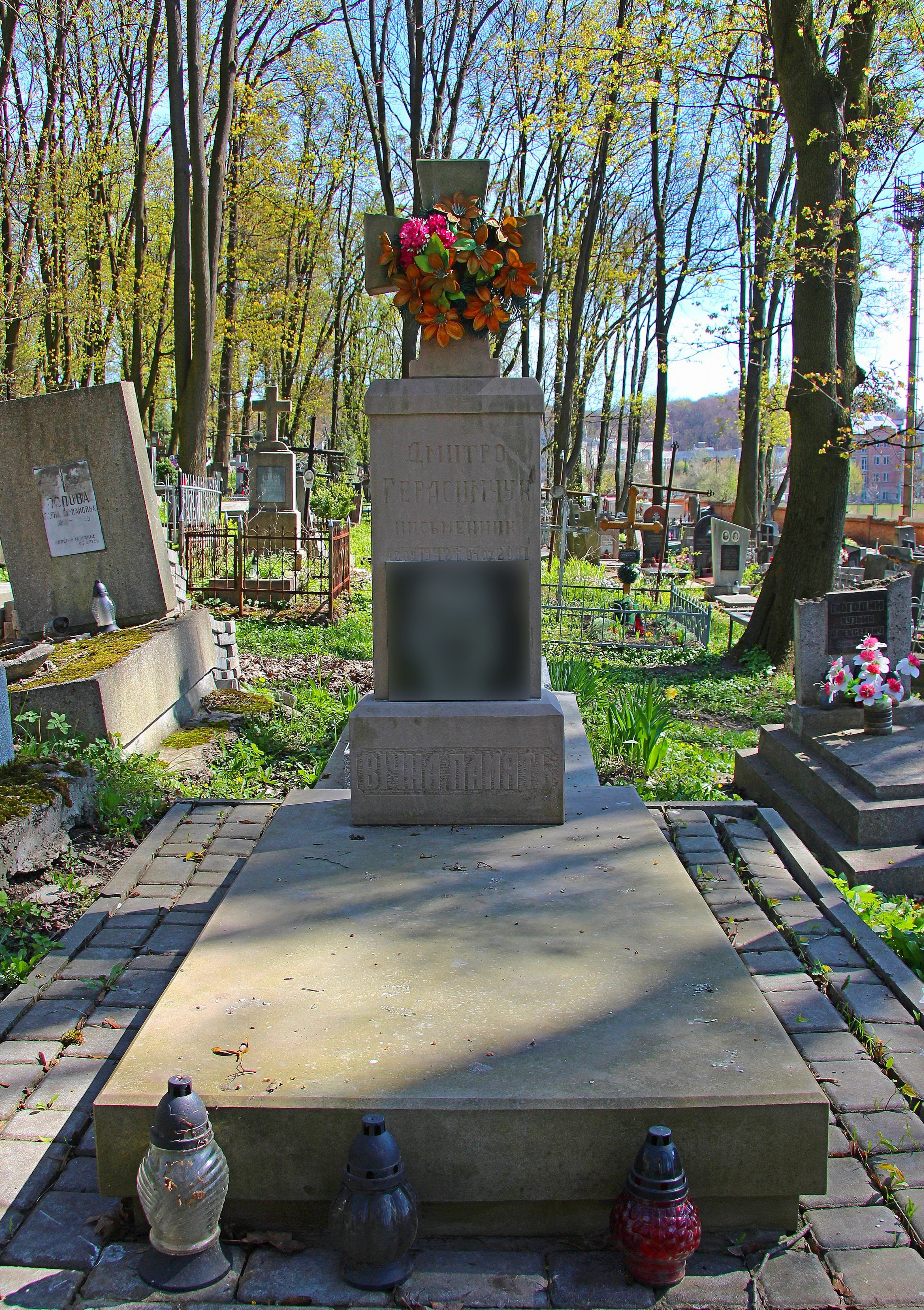

Герасимчу́к Дмитро́ Костянти́нович (12 вересня 1942, с. Козиряни, Чернівецька область — 4 липня 2001, м. Львів) — український письменник. Член Національної спілки письменників України (1968).

## Життєпис
Дмитро Герасимчук народився 12 вересня 1942 року в селі Козирянах, нині Лівинецької громади Дністровського району Чернівецької области України.
Закінчив Чернівецький (1960) та Львівський (1967) університети. У 1959—1962 роках працював у періодичних виданнях Чернівеччини. 
Від 1967 — у Львові на посадах: власкор газети «Літературна Україна», відповідальний секретар Львівської організації НСПУ.
Помер 4 липня 2001 року у Львові, похований на полі 80 Личаківського цвинтаря.

## Доробок
Автор:
- збірки новел «Снять квітами зорі» (1967);
- повістей «Дана» (1967), «Тепле літо» (1973), «Вітер з поля» (1976), «Червоний виноград» (1985);
- збірок повістей та оповідань «Чому біжить останній» (1981; російський переклад, Москва, 1985), «Літак зі Львова» (1984);
- романів «Ріка» (1987), «Чотири корчми» («Жовтень», 1989, № 9–10; 2002, як окреме видання);
- п'єс «Бригантина» (за однойменною повістю О. Гончара) та «Моя єдина любов».

Деякі твори перекладено білоруською, болгарською, вірменською, грузинською, литовською, молдавською, російською та угорською мовами.